# Planets (Album)
Planets ist das neunte Studioalbum der deutschen Progressive-Rock- und Artrock-Band Eloy. Es erschien 1981 unter dem Label EMI-Electrola und wurde 2005 dort neu aufgelegt.

## Musikstil
Mit Planets änderte Eloy den musikalischen Fokus weg von dem gitarrenbetonten Hard-Prog des Vorgängeralbums Colours, wieder hin zu den klassischen Stilen des Progressive Rock der 1970er Jahre mit führenden Keyboards, welche jetzt gleich von zwei Musikern gespielt werden.

## Inhalt
Die Titel von Planets erzählen von dem Protagoniste Ion auf dem Planeten Salta. Dieser wird von negativen Kräften im Zeitalter des Chaos konfrontiert und versucht diese zu bekämpfen. Es gilt, alte verlorengegangene Wertvorstellungen und Tugenden neu zu beleben und für das goldene Zeitalter zu kämpfen. Dabei bezieht sich der fiktive Planet Salta im übertragenen Sinne auf die Situation der Erde und der Menschheit.

## Entstehungsgeschichte
Während der Promotion-Tour für das Vorgängeralbum Colours wurde deutlich, dass Eloys Publikum den Sound und die Atmosphäre der vorherigen Alben mehr schätzte, was Frank Bornemann dazu veranlasste, nach Ideen für ein neues Konzeptalbum zu suchen. Die Band erarbeitete Material für ein Doppelalbum, doch unter dem Druck der Plattenfirma entschied sich die Band, das Material auf zwei aufeinander folgenden Alben Planets und Time to Turn zu veröffentlichen.
Um den Alben einen atmosphärischeren Klang zu verleihen, spielte der Gitarrist Hannes Arkona sowohl im Studio als auch auf der Bühne auch Keyboards. Bornemann schrieb die gesamte Geschichte des Konzeptalbums und holte sich den Amerikaner Sigi Hausen, der die Deutsche Sprache perfekt beherrschte, um die ursprünglich auf Deutsch verfassten Texte zu übersetzen und zu perfektionieren.
Nachdem die Band zu den Aufnahmen in Bornemanns Horus Studios in Hannover umzog, wuchsen Spannungen zwischen dem Schlagzeuger Jim McGillivray und den anderen Bandmitgliedern. Im Gegensatz zu Colours war McGillivray an diesem Album weniger beteiligt, zudem litt er unter Eloys mangelnder Anerkennung durch das Publikum, das den ehemaligen Schlagzeuger Jürgen Rosenthal favorisierte. McGillivray spielte die meisten Schlagzeugparts des Albums ein und verließ im Einvernehmen mit den anderen Mitgliedern die Band. Die übrigen Schlagzeugparts wurden von dem Studiodrummer Olaf Gustafson eingespielt. An McGillivrays Stelle trat wieder Fritz Randow, der bereits früher bei Eloy das Schlagzeug spielte. Erstmals seit dem Album Dawn wurden bei der Produktion Streichinstrumente eingespielt, die von Wolfgang Dyhr arrangiert worden waren.

## Besetzung
- Frank Bornemann: E-Gitarre, Gitarre, Gesang
- Hannes Arkona: E-Gitarre, Gitarre, Keyboards
- Hannes Folberth; Keyboards
- Klaus-Peter Matziol: Bassgitarre, Begleitgesang
- Jim McGillivray: Schlagzeug, Perkussion
- Olaf Gustafson: Schlagzeug

### Technik
- Arrangement: Eloy
- Produktion: Frank Bornemann, Eloy
- Tontechnik: Jan Nemec

## Titelliste
Die Titel wurden von Eloy, Sigi Hausen und Frank Bornemann geschrieben.

### Seite A
1. Introduction – 1:58
2. On the Verge of Darkening Lights – 5:37
3. Point of No Return – 5:45
4. Mysterious Monolith – 7:40

### Seite B
1. Queen of the Night – 5:22
2. At the Gates of Dawn (Instrumental) – 4:17
3. Sphinx – 6:50
4. Carried by Cosmic Winds – 4:32

## Veröffentlichungen
Im Vereinigten Königreich war 1982 Planets das erste Eloy-Album, das von einem lokalen Musiklabel, Heavy Metal Worldwide aus Wolverhampton, vertrieben wurde. Die dortige Ausgabe erhielt ein von den übrigen Märkten abweichendes Coverart vom britischen Künstler Rodney Matthews.